# Санна (река)
Са́нна (пол. Sanna) — река на юго-востоке Польши, течёт по территории Люблинского и Подкарпатского воеводств. Правый приток Вислы.
Длина реки равняется 51,3 км. Площадь водосборного бассейна составляет 607 км².
Исток реки находится на территории гмины Модлибожице в Яновском повяте Люблинского воеводства. Пейзажи верхнего течения Санны считаются одной из самых красивых природных достопримечательностей Люблинской возвышенности. В среднем течении река пересекает Сталёвовольский повят Подкарпатского воеводства. Впадает в Вислу на высоте 134,5 м над уровнем моря в границах Красницкого повята Люблинского воеводства.